# Aloe emodina
L'aloe emodina è un antrachinone presente nel parenchima delle foglie di alcune specie di Aloe.
Benché l'aloe emodina non risulti essere carcinogenica quando applicata sulla pelle, alcuni studi hanno evidenziato come possa invece aumentare l'effetto carcinogenico di alcuni tipi di radiazioni.
Ha un forte effetto lassativo.
L'aloina è il glicoside dell'aloe emodina.